# Matthias Kopp

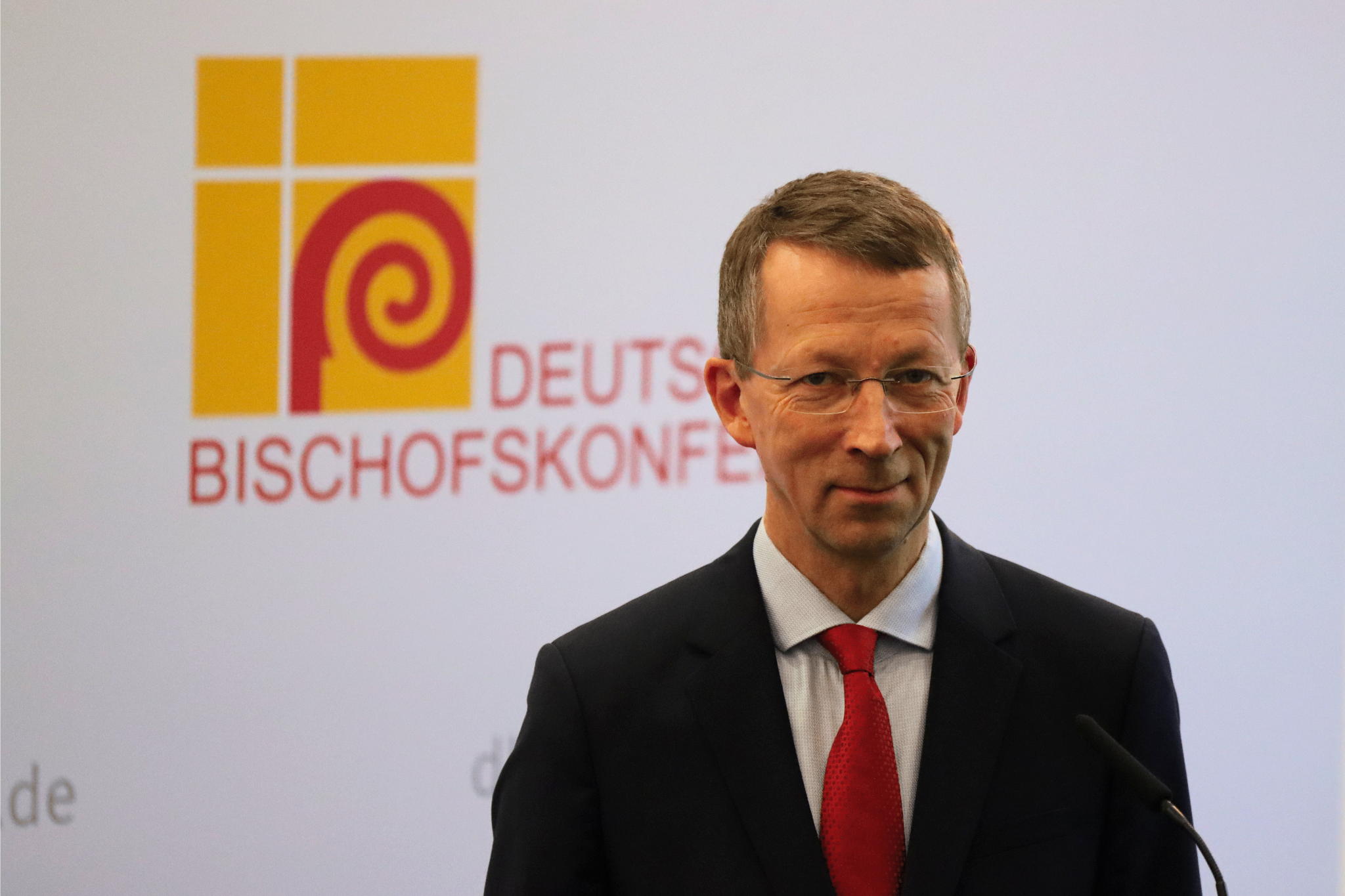
Matthias Kopp (2025)

Matthias Kopp (* 10. April 1968 in Velbert) ist ein deutscher Theologe, Archäologe und Publizist. Seit 2009 ist er Pressesprecher und Leiter der Pressestelle und Öffentlichkeitsarbeit der Deutschen Bischofskonferenz.

## Leben
Matthias Kopp studierte katholische Theologie und christliche Archäologie in Bonn, Freiburg und Rom. Seit 1990 ist er Mitglied der katholischen Studentenverbindung KAV Capitolina Rom im CV. 1993 erwarb er sein Diplom in Katholischer Theologie an der Universität Bonn, 1995 das Lizentiat in christlicher Archäologie am Päpstlichen Institut für Christliche Archäologie in Rom. Am 23. Juli 2024 wurde er in der Katholischen Theologie (Fachbereich Fundamentaltheologie/Religionswissenschaften) an der Vinzenz Pallotti University (Hochschule der Pallottiner) in Vallendar mit einer Arbeit über das Christentum im Irak zum Dr. theol. promoviert.
Von 1993 bis 1997 war Kopp als Volontär und Redakteur für Radio Vatikan in Rom tätig. 1997 wechselte er als Referent für Presse- und Verlagswesen in die Zentralstelle Medien der Deutschen Bischofskonferenz und war zugleich Geschäftsführer des Katholischen Kinder- und Jugendbuchpreises. 2003 übernahm er die Leitung Kommunikation des Weltjugendtages 2005 in Köln und war Pressesprecher des Weltjugendtages. Von 2006 bis 2008 war Matthias Kopp Sprecher der Staatskanzlei des Landes Nordrhein-Westfalen und Sprecher des Ministers für Bundes- und Europaangelegenheiten in Düsseldorf.
2009 wurde er zum Pressesprecher und Leiter der Pressestelle/Öffentlichkeitsarbeit der Deutschen Bischofskonferenz gewählt und 2014 sowie 2020 im Amt bestätigt.
Er ist Herausgeber und Autor zahlreicher Bücher und Publikationen. Kopp war von 1999 bis 2011 Vorstand der Gesellschaft Katholischer Publizisten Deutschlands (GKP), deren stellvertretender Vorsitzender seit 2001; von 2001 bis 2008 vertrat er die GKP im Zentralkomitee der deutschen Katholiken und bis 2006 im Weltverband der katholischen Presse. Von 2001 bis 2006 war er Herausgeber der Jugendzeitschrift x-mag und von 2002 bis 2004 Herausgeber der wissenschaftlichen Medienzeitschrift Communicatio Socialis. 2003 wurde Matthias Kopp mit dem 27. Capo Circeo Preis für deutsch-italienische Freundschaft in Rom und 2016 mit der Franz-von-Sales-Tafel der Gesellschaft Katholischer Publizisten (GKP) ausgezeichnet. Papst Benedikt XVI. verlieh ihm 2012 den Silvesterorden.
Am 19. Dezember 2024 ernannte ihn Papst Franziskus zum Konsultor des vatikanischen Dikasteriums für die Kommunikation.

## Schriften
Autor
- Pilgerspagat: Der Papst im Heiligen Land: Eindrücke, Analysen, Wirkungen zur Reise von Papst Johannes Paul II., LIT 2001, ISBN 978-3-8258-5220-7
- Das offizielle Magazin zum Weltjugendtag: XX. Weltjugendtag 2005, Territory 2005, ISBN 978-3-9810284-6-1
- mit Arturo Mari, Ludwig Ring-Eifel: Der Papst in Bayern. Tagebuch einer unvergesslichen Reise by Matthias Kopp, Herder Freiburg 2006
- als Coautor: Papst Benedikt in Deutschland: Unvergessliche Begegnungen in Wort und Bild, Herder Freiburg 2011, ISBN 978-3-451-32429-1
- Franziskus im Heiligen Land: Päpste als Botschafter des Friedens: Paul VI. – Johannes Paul II. – Benedikt XVI. – Franziskus, Butzon & Bercker 2014, ISBN 978-3-7666-1880-1
- Iraks christliches Erbe. Vom Überleben im Zweistromland, Herder Freiburg 2025, ISBN 978-3-451-02437-5

Herausgeber
- Das offizielle Magazin zum Weltjugendtag: XX. Weltjugendtag 2005, Köln 2005, ISBN 978-3-9810284-6-1
- Die Wüste lehrt das Leben neu. Hundert Worte über die Weisheit der Wüste (Hundert Worte), Neue Stadt 2000, ISBN 3-87996-508-0
- Papst Johannes Paul II.: Johannes Paul II. Versöhnung zwischen den Welten. Im Gespräch mit den Religionen, Neue Stadt 2004, ISBN 978-3-87996-590-8
- Und plötzlich Papst: Benedikt XVI. im Spiegel persönlicher Begegnungen, Herder Freiburg 2007, ISBN 978-3-451-29863-9
- Papst Franziskus: Buona sera!: Hundert Worte von Papst Franziskus (Hundert Worte), Neue Stadt 2013 (2. Auflage), ISBN 978-3-87996-999-9
- Papst Franziskus: Der Schrei der Erde: Hundert klare Worte (Hundert Worte), Neue Stadt 2015, ISBN 978-3-7346-1070-7
- Papst Franziskus: Was mir am Herzen liegt: Papst Franziskus. 100 leidenschaftliche Worte (Hundert Worte), Neue Stadt 2015 (2. Auflage), ISBN 978-3-7346-1066-0
- Papst Franziskus: Großartig ist die Liebe: Papst Franziskus: 100 Worte über Ehe, Familie, Partnerschaft (Hundert Worte), Neue Stadt 2016, ISBN 978-3-7346-1100-1
- Papst Franziskus: Vor allem Barmherzigkeit: 100 Worte von Papst Franziskus (Hundert Worte), Neue Stadt 2017, ISBN 978-3-7346-1137-7
- Papst Franziskus: Der Inspirator. Ansprachen von Papst Franziskus an Priester, Ordensleute und Seminaristen, Echter Verlag 2018, ISBN 978-3-429-04486-2
- Papst Franziskus: ER kommt: Weihnachtliches in winterlicher Zeit (Hundert Worte), Neue Stadt 2019, ISBN 978-3-7346-1206-0
- Beten mit den Päpsten. Verlag Katholisches Bildungswerk, Stuttgart, ISBN 978-3-460-25322-3
- Papst Franziskus: Für eine neue globale Geschwisterlichkeit. Impulse aus „Fratelli tutti“. Neue Stadt 2021, ISBN 978-3-7346-1259-6